# Góra Świętej Anny (Góry Stołowe)
Góra Świętej Anny (niem. Kapellenberg, Hanula, 635 m n.p.m.) – grzbiet górski w południowo-zachodniej Polsce, w Górach Stołowych.

## Położenie
Grzbiet położony jest w południowo-wschodniej części Parku Narodowego Gór Stołowych,  na wschód od Skały Józefa oraz na zachód od osiedla Batorów, należącego do wsi Szczytna.
Na grzbiecie w 1707 została wybudowana barokowa kaplica św. Anny, znajdująca się na szlaku pielgrzymkowym do Wambierzyc. Obiekt przebudowano w drugiej połowie XVIII w. i dostawiono kapliczki kalwaryjne.

## Szlaki turystyczne
- droga Szklary-Samborowice – Jagielno – Przeworno – Gromnik – Biały Kościół – Żelowice – Ostra Góra – Niemcza – Gilów – Piława Dolna – Góra Parkowa – Bielawa – Kalenica – Nowa Ruda – Przełęcz pod Krępcem – Sarny – Tłumaczów – Gajów – Radków – Skalne Wrota – Pasterka – Przełęcz między Szczelińcami – Karłów – Lisia Przełęcz – Białe Skały – Skalne Grzyby – Batorówek – Batorów – Góra Świętej Anny – Skała Józefa – Duszniki-Zdrój – Schronisko PTTK „Pod Muflonem” – Szczytna – Zamek Leśna – Polanica-Zdrój – Łomnicka Równia – Huta – Bystrzyca Kłodzka – Igliczna – Międzygórze – Przełęcz Puchacza,
- Polanica-Zdrój – Batorów – Góra Świętej Anny – Skała Józefa – Skały Puchacza – Karłów[1].